# Здравко Гребо
Здравко Гребо (30. јул 1947. — 29. јануар 2019) био је босанскохерцеговачки професор права на Правном факултету Универзитета у Сарајеву. Рођен је 1947. године у Мостару. Здравко је оснивач Фондације за отворено друштво Босне и Херцеговине (Сорош фондација) као и директор Центра за интердисциплинарне постдипломске студије Универзитета у Сарајеву. Такође је шеф Одељења за државно и међународно јавно право.
Поред ових, оснивач је Хелсиншког парламента грађана (за Босну и Херцеговину), као и аутор четири књиге и 150 чланака. Гребо је 1993. године добио награду Европског ректорског клуба „За мир, а против расизма и ксенофобије“, а 1994. године добио је награду The Franklin Four Freedoms Award-медаљу за рад у области „слободе од страха“. Од 2011. године био је јавни заступник РЕКОМ-а у Босни и Херцеговини. 2017. године потписао је Декларацију о заједничком језику Хрвата, Срба, Бошњака и Црногораца.
Гребо је дипломирао на Правном факултету у Сарајеву 1970. године и похађао постдипломске студије на Одсјеку за правну теорију Правног факултета у Београду где је 1976. године и докторирао. Од 1972. године предаје на Правном факултету у Сарајеву, а у јануару 1991. постаје професор. Гребо је објавио и приредио књиге "Келзен и Маркс", "Основе правног система Социјалистичке Федеративне Републике Југославије" и "Филозофија права".

## Филмографија
| Назив                 | Улога |
| --------------------- | ----- |
| Топ листа надреалиста |       |